# مدفع عاصفه الرشاش
مدفع عاصفة الرشاش: هو مدفع إستراتيجي إيراني الصنع ضد الأهداف الجوية. من عيار 23 ملم والذي يحتوي على ثلاث ماسورات دوارة، ويستطيع مدفع عاصفة أن يطلق النار بسرعة 900 إطلاقة في الدقيقة، ويُستَخدَم ضد صواريخ كروز والأجسام الطائرة في إرتفاع منخفض، ويُعتبَر مدفع عاصفة الرشاش مشروعاً إستراتيجياً للقوة البرية للحرس الثوري الإيراني.

## الإعلان الرسمي
نشرت وسائل الإعلام الإيرانية الصور الأولى لمدفع رشاش مضاد للطائرات بثلاث سبطانات. وهذا السلاح الفعال هو مدفع عاصفة الرشاش ذو ثلاث سبطانات دوارة عيار 23 مم مضاد للطائرات. ويمكن استخدامه ضد صواريخ كروز والأجسام الطائرة على إرتفاع منخفض.

## المواصفات
إن السرعة المعلن عنها للمدفع عاصفة هي 900 طلقة في الدقيقة الواحدة. حيث أن الصور التي نشرتها وسائل الإعلام الإيرانية لمدفع عاصفة فقد كان مزود بشريط طلقات عيار 23 ملم. مثل هذه الطلقات تُستَخدَم في المضادات الجوية (ZU-23) السوفيتية الصنع. وفي أبريل/ نيسان 2014م، أعلن الجيش الإيراني عن سلاح آخر وهو مدفع محرم الرشاش ذو ست سبطانات عيار الواحدة منها 12,7 ملم. بسرعة 2500 طلقة في الدقيقة الواحدة.

## الاختبار
اختبرت القوة البرية للحرس الثوري الإيراني سنة 2014م ثلاث منظومات قتالية بحضور قائد سلاح البر التابع للحرس الثوري. حيث تم اختبار عدد من المنظومات التي قام بتصنيعها قسم الاكتفاء الذاتي للقوة البرية. ومن هذه المنظومات مدفع رشاش عاصفة بثلاث ماسورات دوارة. والسلاح الآخر، الذي تم اختباره هو لغم رميت ذو القدرة التفجيرية العالية والقابل للتفجير بالتحكم عن بعد، وهو قادر على تدمير رتل مدرعات على مسافة تتراوح بين 100 و 150 متراً. أما السلاح الثالث فهو بندقية قناص فاتح عيار 56ر5 ملم.

## الإنتاج
أعلنت جمهورية إيران عن بدء إنتاجها لمدفع رشاش متطور أطلقت عليه العاصفة وهو من طراز 23 ملم له القدرة على إطلاق ذخائر إيرانية الصنع من عيار (23X115 – 23x152) ملم. وذكرت وكالة أنباء فارس الإيرانية أن هذا السلاح سَيُستَخدَم في دعم قوات المشاة والعمليات البرية الميدانية للحرس الثوري الإيراني، كما يتميز السلاح الجديد بالقدرة على استهداف الطيران المعادي المنخفض.

## التطوير
يُعَد السلاح الجديد، أي مدفع عاصفة الرشاش تطويراً للمدفع الماكينة عيار 23 المستخدم في الجيش الإيراني بعد تطوير خبراء الهندسة العسكرية الإيرانيين لمكونات مجموعة ضرب النار والتنشين ونظام التعبئة بالذخيرة والتخلص من الفوارغ بطريقة تعطي معدلات رمي أكثر سرعة. يذكر أن هذا المدفع يُستَخدَم من قِبل القوة البرية التابعة للحرس الثوري الإيراني ضد الأهداف الجوية وصواريخ كروز والأفراد.